# Heterogamus crepidigera
Heterogamus crepidigera är en stekelart som beskrevs av Günther Enderlein 1920. Heterogamus crepidigera ingår i släktet Heterogamus och familjen bracksteklar. Inga underarter finns listade i Catalogue of Life.